# Мольорхіні
Мольорхі́ні (лат. Molorchini Mulsant, 1863) — триба жуків у підродині Церамбіціни (родина Вусачі), яка налічує близько 15-и родів, розповсюджених на всіх континентах за винятком Антарктиди. Найвище різноманіття триби припадає на Південно-Східну Азію та Австралію.

## Найбільші роди
- Earinis Pascoe, 1864
- Epania Pascoe, 1858
- Merionoeda Pascoe, 1858
- Molorchus Fabricius, 1792